# Баґче-Боне
Баґче-Боне (перс. باغچه بنه) — село в Ірані, у дегестані Новшер-е-Хошкебіджар, у бахші Хошкебіджар, шагрестані Решт остану Ґілян. За даними перепису 2006 року, його населення становило 347 осіб, що проживали у складі 106 сімей.

## Клімат
Середня річна температура становить 14,24 °C, середня максимальна – 28,41 °C, а середня мінімальна – -0,92 °C. Середня річна кількість опадів – 1198 мм.
| Клімат поселення                              | Клімат поселення | Клімат поселення | Клімат поселення | Клімат поселення | Клімат поселення | Клімат поселення | Клімат поселення | Клімат поселення | Клімат поселення | Клімат поселення | Клімат поселення | Клімат поселення | Клімат поселення |
| Показник                                      | Січ.             | Лют.             | Бер.             | Квіт.            | Трав.            | Черв.            | Лип.             | Серп.            | Вер.             | Жовт.            | Лист.            | Груд.            |                  |
| Середній максимум, °C                         | 8,04             | 8,83             | 11,60            | 17,42            | 21,72            | 25,35            | 28,41            | 28,02            | 24,92            | 20,83            | 15,98            | 11,58            |                  |
| Середня температура, °C                       | 3,56             | 4,35             | 7,12             | 12,94            | 17,23            | 20,88            | 24,24            | 23,88            | 20,77            | 16,68            | 11,83            | 7,40             |                  |
| Середній мінімум, °C                          | −0,92            | −0,14            | 2,64             | 8,47             | 12,75            | 16,39            | 20,10            | 19,71            | 16,61            | 12,52            | 7,66             | 3,26             |                  |
| Норма опадів, мм                              | 119              | 96               | 88               | 47               | 46               | 30               | 30               | 63               | 138              | 214              | 182              | 145              |                  |
| Середньомісячна швидкість вітру, м/с          | 2.36             | 2.42             | 2.40             | 2.40             | 2.40             | 2.69             | 2.60             | 2.32             | 2.10             | 2.12             | 2.02             | 2.11             |                  |
| Середньомісячна сонячна радіація, кДж/м²·день | 6810             | 8923             | 10871            | 15550            | 19892            | 22184            | 22974            | 19127            | 15482            | 10644            | 8505             | 6548             |                  |
| --------------------------------------------- | ---------------- | ---------------- | ---------------- | ---------------- | ---------------- | ---------------- | ---------------- | ---------------- | ---------------- | ---------------- | ---------------- | ---------------- | ---------------- |
| Джерело:                                      |                  |                  |                  |                  |                  |                  |                  |                  |                  |                  |                  |                  |                  |